# GSC4031-2055
GSC4031-2055 — хімічно пекулярна зоря спектрального класу A7, що має видиму зоряну величину в смузі V приблизно 10,2.